# Porte del Sonno
(Eneide, VI 893-897)
Le Porte del Sonno sono le due uscite dall'Ade nel VI libro dell'Eneide di Virgilio (893-897); i Mani concedono anche l'invio ai mortali di sogni veri (dalla porta di corno) e falsi (dalla porta d'avorio).  L'ombra di Anchise indirizza la Sibilla ed Enea, che stanno uscendo dall'oltretomba, alla porta d'avorio, dei sogni falsi.
Virgilio riprende le Somni portae dalle due vie di uscita dei sogni descritte nel XIX libro dell'Odissea di Omero, secondo le parole di Penelope:
(Odissea, XIX 562-567)
La porta Cornea è fatta di corno (ovvero di osso oppure di cheratina), e da essa fuoriescono i sogni veri. La porta Eburnea è fatta di avorio, e da essa escono sogni falsi. Virgilio quindi attraverso questo esempio vuole sottolineare la questione delle false apparenze e di non fidarsi mai di esse.
Anchise farà uscire Enea e la Sibilla dalla porta eburnea: essendo ancora vivo, infatti, Enea non può uscire dalla porta di corno, da dove escono le immagini dei defunti per apparire in sogno agli uomini e annunciare loro la verità. 
"Ivi Anchise, parlando, accompagna il figlio e insieme la Sibilla, e li fa uscire dalla porta eburnea: quello s'affretta alle navi e torna a vedere i compagni".
(Eneide, VI 897-899)